# Henny Cahn
Hendrik Jozef Louis "Henny" Cahn (Hengelo (Overijssel), 6 juni 1908 – 1999) was een Nederlands graficus, boekbandontwerper en fotograaf. 

## Loopbaan
Henny Cahn volgde een opleiding aan Akademie van Beeldende Kunsten in Den Haag. Hij behoorde tot een kleine groep van Nederlandse ontwerpers die in de jaren dertig sterk beïnvloed werden door Bauhaus, De Stijl, Piet Zwart en Paul Schuitema, maar Gerard Kiljan was zijn leermeester. Met Metten Koornstra verzorgde hij Sinterklaasetalages voor de Bijenkorf.